# 清九郎の家
清九郎の家（せいくろうのいえ）は、新潟県佐渡市宿根木の重要伝統的建造物群保存地区にある、江戸時代後期に建造された築200年ほどの家で、江戸時代中期に廻船業を始め、幕末から明治にかけて財をなした有田久四郎家が石塚清九郎に売却したもの。

## アクセス
- 小木港から新潟交通佐渡宿根木線沢崎行きバスで15分、宿根木下車すぐ

駐車場あり（無料）宿根木地区共同駐車場を利用
同港からはレンタサイクルも利用できる。